# 505省道 (福建省)
505省道，又称联十线，是中国福建省的联络线省道之一。
505省道路线的起点在延平区洋后镇，途经建瓯市迪口镇，终于建瓯小桥镇。